# 1189 w polityce

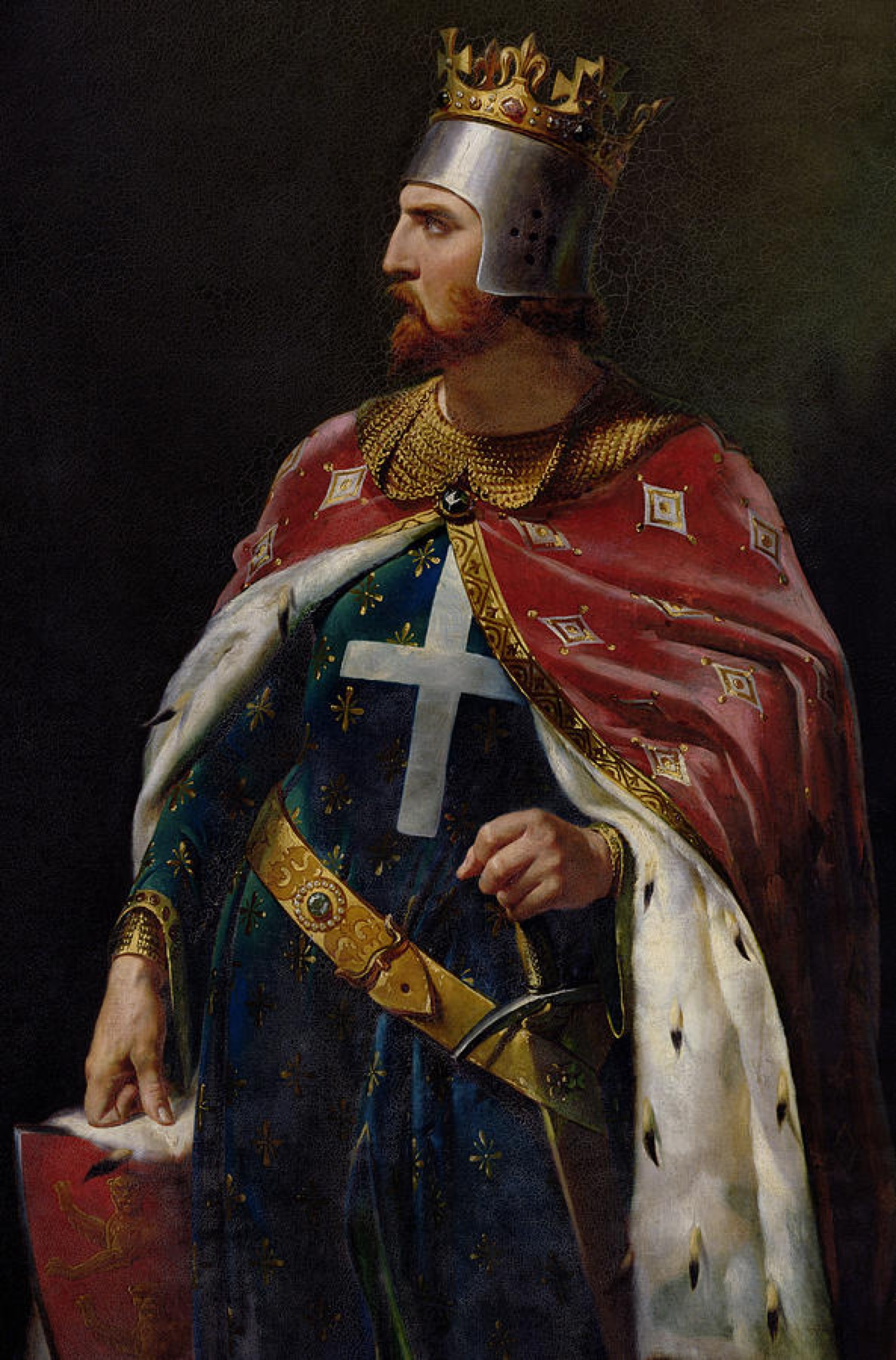
Ryszard I Lwie Serce

Wydarzenia polityczne w 1189 roku.

## Wydarzenia
- Ryszard I Lwie Serce zostaje królem Anglii[1][2] po wojnie prowadzonej przeciw ojcu Henrykowi II[3][4].
- III wyprawa krzyżowa[5]. W ekspedycji wzięli udział między innymi monarchowie, cesarz rzymski Fryderyk I Barbarossa, król Francji Filip II August i władca Anglii Ryszard I Lwie Serce[3].

## Urodzili się
- Jerzy II Wsiewołodowicz, książę ruski.

## Zmarli
- Henryk II[6], założyciel dynastii Plantagenetów[7], ojciec Ryszarda I Lwie Serce i Jana bez Ziemi.
- 4 marca Humbert III Błogosławiony, hrabia Sabaudii, beatyfikowany w 1838[8].
- 25 marca Fryderyk Przemyślida, książę Czech.
- 15 czerwca Yoshitsune Minamoto, japoński dowódca[9][4].
- 11 listopada Wilhelm II Dobry, król Sycylii[4] (ur. 1155).
- Oleg Jarosławicz, książę halicki.